# Vò (Italie)
Pour les articles homonymes, voir Vo.
Vò, aussi écrit Vo', est une commune italienne de la province de Padoue, dans la région Vénétie.

## Administration
| Période                                  | Période  | Identité         | Étiquette                      | Qualité |
| ---------------------------------------- | -------- | ---------------- | ------------------------------ | ------- |
| 25 mai 2014                              | En cours | Vanessa Trevisan | Lista Civica: per Vò la Svolta |         |
| Les données manquantes sont à compléter. |          |                  |                                |         |

### Communes limitrophes
Agugliaro, Albettone, Cinto Euganeo, Galzignano Terme, Lozzo Atestino, Rovolon, Teolo